# Lasiommata petropolitana
Lasiommata petropolitana es una especie de mariposa perteneciente a la familia Nymphalidae.

## Área de distribución
Se la puede encontrar en amplias zonas por Europa, desde los Pirineos y los Alpes hasta Escandinavia y Finlandia, e incluso en Rusia y Siberia.

## Tamaño
Los machos tienen una envergadura alar de entre 19 y 21 milímetros.

## Ciclo vital
Estas mariposas vuelan de una a dos generaciones desde abril hasta septiembre. Las larvas se alimentan de varias hierbas, principalmente Dactylis glomerata, Festuca rubra y Festuca ovina.
- Esta obra contiene una traducción íntegra derivada de «Lasiommata petropolitana» de Wikipedia en inglés, concretamente de esta versión del 23 de junio de 2014, publicada por sus editores bajo la Licencia de documentación libre de GNU y la Licencia Creative Commons Atribución-CompartirIgual 4.0 Internacional.

- Datos: Q633900
- Multimedia: Lasiommata petropolitana / Q633900